# Kirlianfotografie

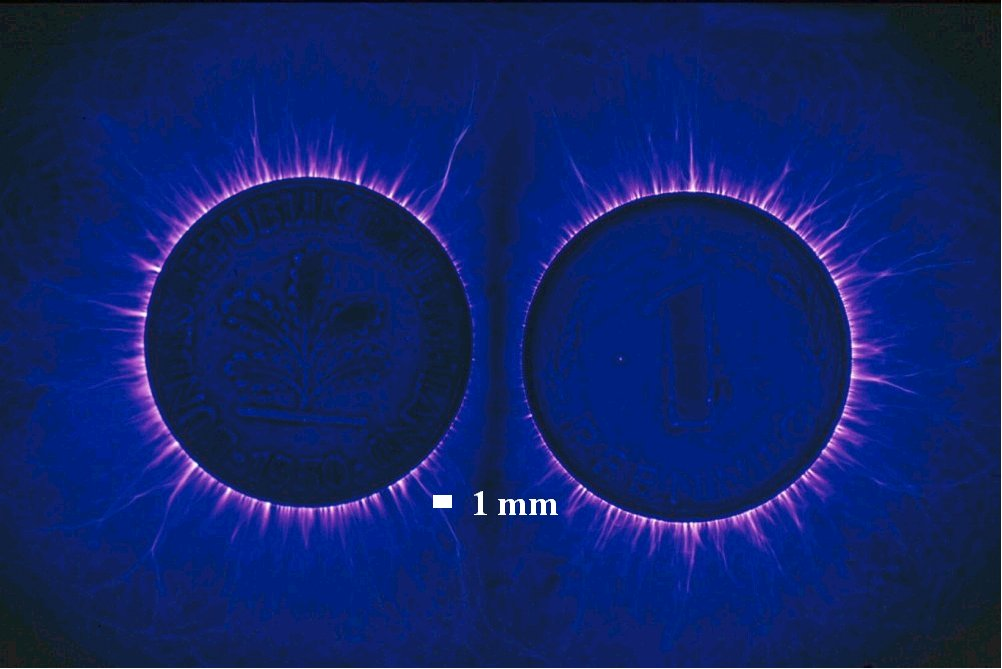
Kirlianfotografie zweier Münzen

Die Kirlian- oder Koronaentladungsfotografie (auch Hochfrequente Hochspannungsfotografie) ist ein fotografisches Verfahren zur Visualisierung von Glimm- oder Koronaentladungen. Das Verfahren wurde ab 1937 von dem sowjetisch-armenischen Ehepaar Semjon Kirlian und Walentina Kirliana entwickelt.
Technisch angewendet werden die zugrundeliegenden Effekte bei Koronakameras, welche beispielsweise bei Hochspannungsleitungen Korona-Entladungen optisch sichtbar machen können. Weitere Anwendungsgebiete der Kirlianfotografie sind Kunst und Werbung.

## Geschichte und Entwicklung
Der sowjetische Elektrotechnik-Ingenieur Semjon Davidowitsch Kirlian entdeckte 1937 diese Art der Fotografie durch Zufall, als er einen medizinischen Apparat reparieren sollte, und ließ das Verfahren 1949 mehrfach patentieren. Später forschte er weiter mit seiner Ehefrau Walentina Kirliana und dem Arzt Ruben Stepanow an der Kirlianfotografie.

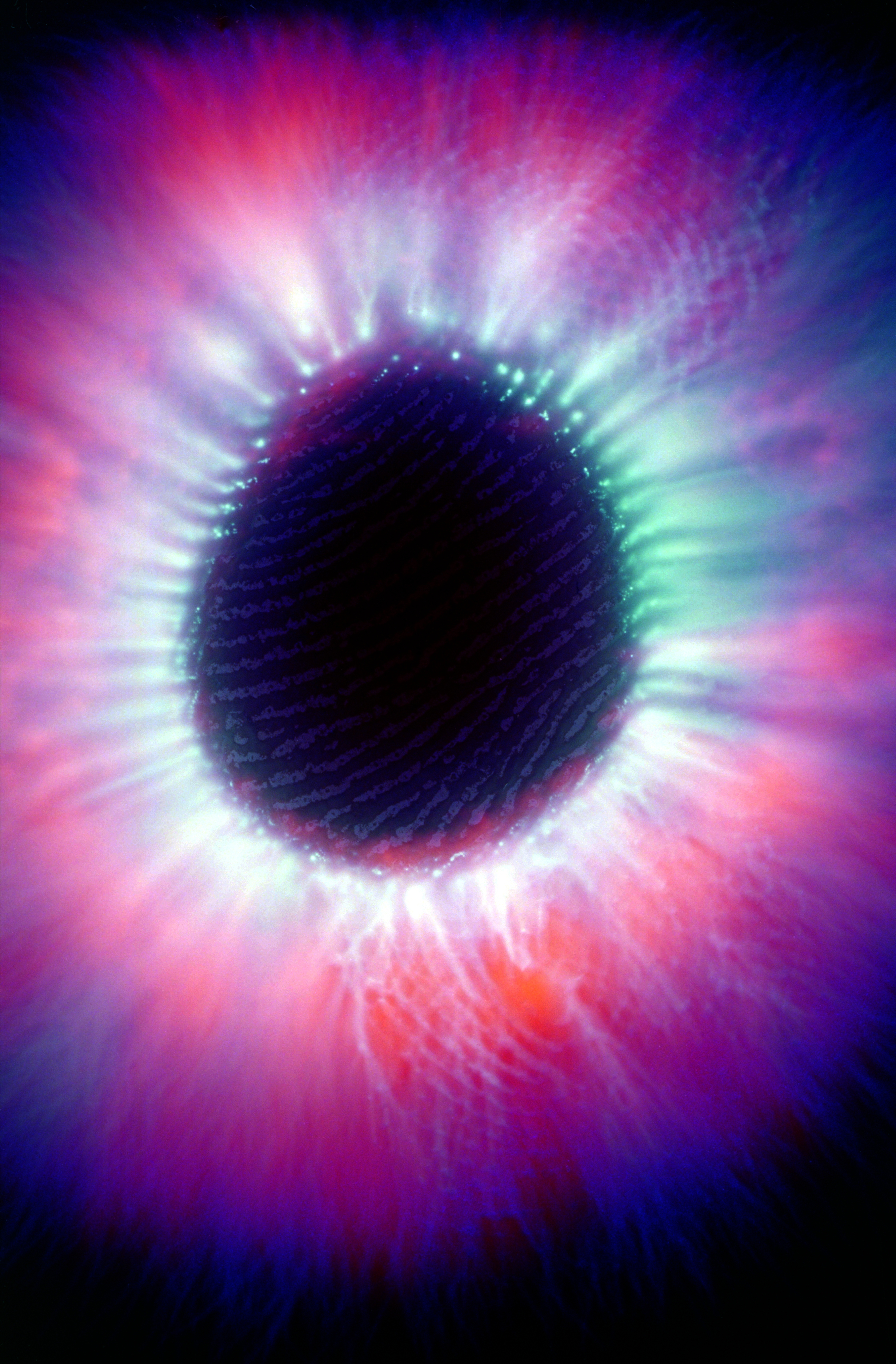
Kirlian-Fotografie eines Daumens

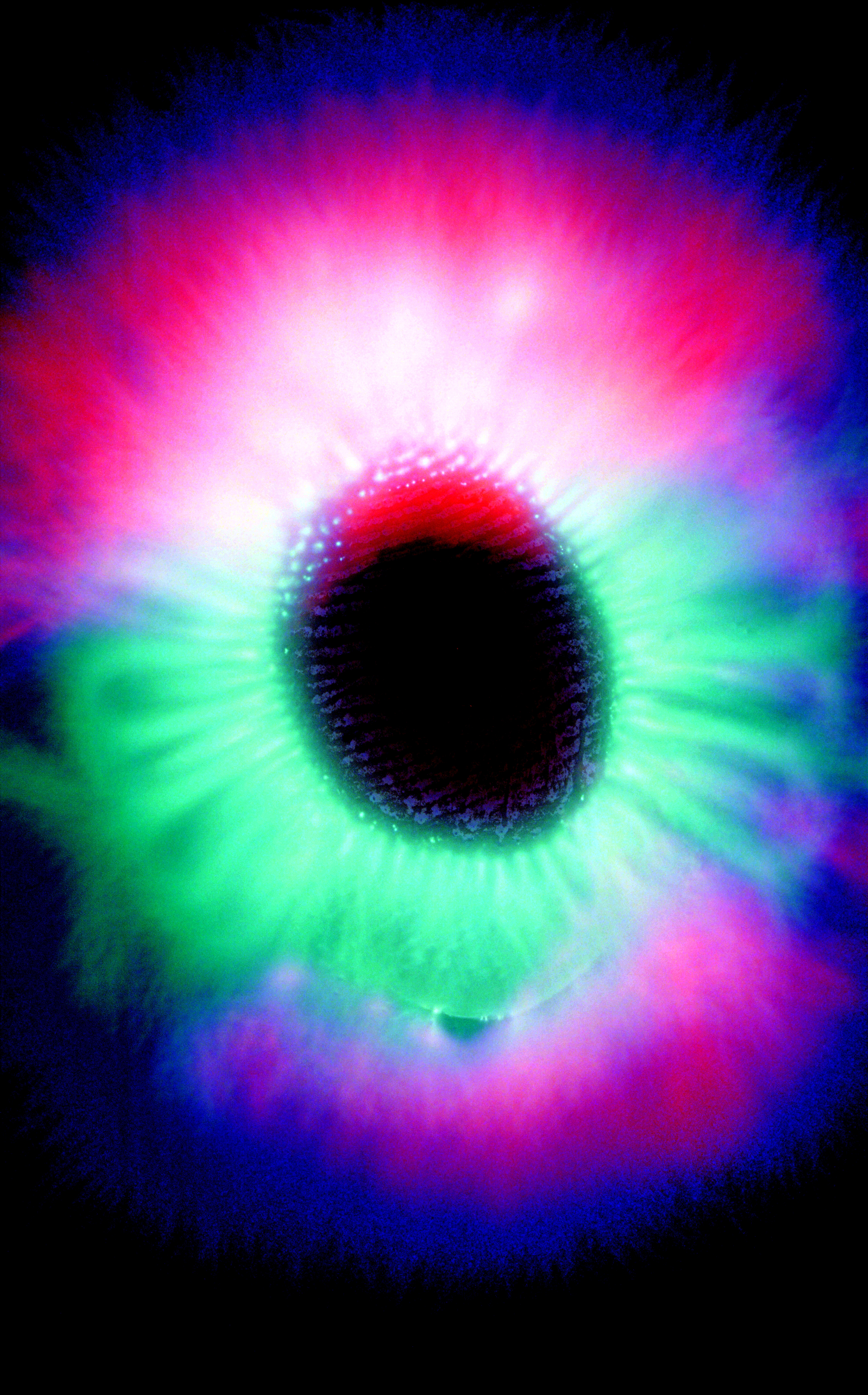
Kirlian-Fotografie eines Daumens

## Funktionsweise
Als Folge der elektrischen Feldstärke kommt es in Gasen, zum Beispiel der Luft, zu einer Ionisierung und daher zu einer Gasentladung. Dabei darf die elektrische Feldstärke nicht zu hoch sein, um die sogenannte Koronaentladung beziehungsweise Glimmentladung zu ermöglichen. Diese zählen zu den schwächsten elektrischen Entladungen und sind, wie fast alle Gasentladungen, mit Lichterscheinungen unterschiedlicher Stärke verbunden, die durch fotografische Verfahren abgebildet werden können. Technisch verwendet werden die durch schwache elektrische Entladungen hervorgerufenen Lichterscheinungen beispielsweise in Glimmlampen und Plasmalampen.
Bei Koronaentladungen können die damit verbundenen Lichterscheinungen so schwach sein, dass sie nur unter bestimmten Bedingungen wie abgedunkelten Räumen beziehungsweise nur mit entsprechenden technischen Hilfsmitteln wie Koronakameras optisch festgestellt werden können.
Elektrische Entladungen sind nicht an bestimmte Formen oder Materialien der Objekte gebunden und können von allen elektrisch leitfähigen Materialien wie Metallen, aber auch von lebenden Organismen wie Tieren und Pflanzen ausgehen. Bei ebenen, elektrisch leitfähigen Oberflächen treten fast homogene elektrische Feldstärken und eine über die Fläche fast gleichmäßige Entladung auf. Allerdings sind auch in diesen Fällen durch geringe Unebenheiten in der nur scheinbar ebenen Oberfläche unterschiedliche Entladungsmuster optisch erkennbar. Bei Kanten oder Spitzen treten wegen des Randeffektes höhere elektrische Feldstärken auf mit der Folge, dass an jenen Punkten beziehungsweise Bereichen die elektrischen Entladungen bevorzugt einsetzen.
Die Leuchterscheinungen, die auf der Fotografie von der Elektrode, wie zum Beispiel einem Finger, ausgehen, sind in diesem Sinne keine „geheimnisvollen Strahlen“, sondern selbstleuchtende Entladungskanäle infolge einer Gasentladung. Die Entladung wird beeinflusst durch die Form der Elektroden, Verteilung der elektrischen Leitfähigkeit, Feuchtigkeit im Gas, Verdampfung und andere physikalische Faktoren; auch spielt die Beschaffenheit der Oberfläche eine Rolle.

## Ablauf
In einen abgedunkelten Raum wird eine Metallplatte gelegt. Auf dieser wird ein Isolator, zum Beispiel eine dünne Keramikplatte, befestigt. Auf der Isolationsplatte wird nun der zu belichtende Film angebracht, mit der fotoempfindlichen Seite nach oben. Auf den Film kommt das zu fotografierende Objekt, zum Beispiel ein Blatt oder auch ein Mensch. Wichtig dabei ist, dass das Objekt ein elektrischer Leiter ist. An die Metallplatte wird anschließend eine Hochspannung von etwa 20.000 Volt angelegt, die beispielsweise aus einem Tesla-Transformator gewonnen wird. Je nach benötigter Belichtungsdauer wird die elektrische Spannung für einige Bruchteile von Sekunden (etwa 100 μs) eingeschaltet. Es entsteht rund um das Objekt eine Koronaentladung.
Da bei Koronaentladungen nur geringe elektrische Ströme fließen, sind diese Entladungen im Regelfall ungefährlich.

## Alternativmedizinische Anwendung
In einem alternativmedizinischen Ansatz sollen mit der Kirlianfotografie angebliche Rückschlüsse auf die elektrische Leitfähigkeit der Körperoberfläche gezogen werden, um zu beurteilen, ob so genannte Leitbahnen (in etwa Meridiane im Sinne der traditionellen chinesischen Medizin) „blockiert“ seien. Dazu werden vorwiegend Hände und Füße abgebildet, weil die Meridiane nach der Akupunkturlehre an Fingerkuppen und Zehen beginnen und enden sollen. Durch den Vergleich der Kirlianfotografien von Menschen mit bekannten Krankheiten mit solchen von Menschen, bei denen keine Krankheit bekannt war, wird dann nach krankheitstypischen Abweichungen gesucht, und manche Heilpraktiker glauben, dies diagnostisch nutzen zu können. In der Medizin werden Reproduzierbarkeit und diagnostische Aussagekraft der Kirlianfotografie jedoch klar verneint.

## Gefahren
Wie bei allen Experimenten mit Hochspannung kann es durch unsachgemäße Anwendung zu Stromunfällen kommen. Besonders gefährdet sind Personen mit Herzschrittmacher oder Herzschwäche. Bei unzureichender Belüftung können sich durch den Vorgang der Gasentladung in Luft schädliche Gase wie Stickstoffdioxid oder Ozon ansammeln.

### Monografien

#### Grundlagen
- Philipp Lenard, F. Schmidt, R. Tomaschek: Phosphoreszenz und Fluoreszenz. In: Handbuch der Experimentalphysik. Band 23, 1. und 2. Teil, Akademische Verlagsgesellschaft, Leipzig 1928.

#### Kirlianfotografie
- Willi Franz: Handbuch der Kirlianfotografie – Die Technik der Kirlianfotografie in Theorie und Praxis. Hannemann, Steimbke 1987, ISBN 3-88716-028-2.
4. erw. Auflage unter dem Titel: Handbuch der Kirlianfotografie : Theorie und Techniken / Willi Franz. Mit einem Nachwort von Peter Hoffmann. Naglschmid, Stuttgart 1997, ISBN 3-925342-37-0.
- Peter Lay: Kirlian-Fotografie – Faszinierende Experimente mit paranormalen Leuchterscheinungen. Franzis, Poing 2000, ISBN 3-7723-5974-4;
Mit zwei anderen Büchern wieder veröffentlicht in: Außergewöhnliche Phänomene – Das große Experimentier-Handbuch. Franzis, Poing 2007, ISBN 978-3-7723-4398-8.

### Artikel
- David G. Boyers, William A. Tiller: Corona Discharge Photography. In: Journal of Applied Physics. Nr. 44, Ausgabe 7, 1973, S. 3102–3112.
- Fritz Binder, Manfred Kirschner: Blitze aus der Fingerspitze. Spuk oder Physik. In: Bild der Wissenschaft. Heft 3, 1975, S. 38–49.
- John Oliver Pehek, H. J. Kyler, D. L. Faust: Image modulation in corona discharge photography. In: Science. Nr. 194, Ausgabe 4262, 15. Oktober 1976, ISSN 0036-8075, S. 263–270, doi:10.1126/science.968480.
- Kirlianfotografie. Hochspannung 20kV mit Zündspule. In: Elektor. Heft 5, 1977, S. 22.
- Fritz Binder: Kirlian Fotografie. Das fehlinterpretierte Foto. In: ZOOM. 3-4, 1982, S. 40 ff.
- Allan Mills: Kirlian photography. In: History of Photography. Heft 33, Ausgabe 3, 29. Juni 2009, S. 278–287, doi:10.1080/03087290802582988.